# تريستان هاموند
تريستان هاموند (بالإنجليزية: Tristan Hammond) هو لاعب كرة قدم أسترالي، ولد في 5 يناير 2003.

## وصلات خارجية
- تريستان هاموند على موقع قاعدة بيانات كرة القدم.إي يو (الإنجليزية)
- تريستان هاموند على موقع عالم كرة القدم.نت (الإنجليزية)